# Pete Yellin
Peter Michael Yellin (New York, 18 juli 1941 – Berkeley (Californië), 13 april 2016) was een Amerikaanse jazzsaxofonist en docent.

## Biografie
Yellin, geboren in New York, kreeg pianolessen van zijn vader, die stafpianist was voor NBC. Hij begon saxofoon te spelen eind jaren 1950, nadat hij Art Pepper had gehoord. Hij studeerde muziek aan de Juilliard School en het Brooklyn College. Tijdens de jaren 1960 werkte Yellin samen met Chick Corea, Lionel Hampton, Buddy Rich en Tito Puente. Tijdens de jaren 1970 maakte hij deel uit van de band van Joe Henderson en werkte hij samen met Mario Bauzá, Charles Earland, Maynard Ferguson, Sam Jones en het Thad Jones/Mel Lewis Orchestra. Hij begon zijn eigen band in 1974. Tijdens de jaren 1980 en 1990 werkte hij samen met George Benson, Eddie Palmieri en Bob Mintzer. Yellin speelde met de bigband van Mintzer vanaf het begin in 1984 tot 2007, toen hij naar Californië verhuisde. Vier jaar later kreeg hij de eerste van meerdere beroertes die in 2016 een einde aan zijn leven zouden maken. Hij doceerde jazz aan de Long Island University, startte het programma in 1984 en leidde het door de jaren 1990.

## Overlijden
Pete Yellin overleed in april 2016 op 74-jarige leeftijd.

## Discografie

### Als leader
- 1972: Dance of Allegra (Mainstream)
- 1973: It's the Right Thing (Mainstream)
- 1993: Colors of Brooklyn met Brooklyn Jazz Machine (Alfa)
- 1995: Live! (Jazz4Ever)
- 1996: It's You or No One (Mons)
- 1998: Mellow Soul (Metropolitan)
- 2008: How Long Has This Been Going On? (Jazzed Media)

### Als sideman
Met Lionel Hampton
- 1981: Hamp Stamps (Glad-Hamp)
- 1990: Top Jazz (Sarpe)
- 1998: Hamp's Boogie (LaserLight)

Met Joe Henderson
- 1971: In Pursuit of Blackness (Milestone)
- 1996: Big Band (Verve)
- 1998: In Pursuit of Blackness & Black Is the Color (Milestone)

Met Bob Mintzer
- 1983: Papa Lips (CBS/Sony)
- 1985: Incredible Journey (DMP)
- 1986: Camouflage (DMP)
- 1988: Spectrum (DMP)
- 1989: Urban Contours (DMP)
- 1991: Art of the Big Band (DMP)
- 1993: Departure (DMP)
- 1994: Only in New York (DMP)
- 1996: Big Band Trane (DMP)
- 1996: Live at the Berlin Jazz Festival (Basic)
- 1998: Latin from Manhattan (DMP)
- 2000: Homage to Count Basie (DMP)
- 2002: Gently (DMP)
- 2004: Live at MCG with Special Guest Kurt Elling (MCG)
- 2006: Old School New Lessons (MCG)
- 2008: Swing Out (MCG)

Met Tito Puente
- 1991: The Mambo King: 100th LP (RMM)
- 1998: Live at Birdland: Dancemania '99 (RMM)
- 1999: Mambo Birdland (RMM)
- 2000: Masterpiece & Obra Maestra (Universal)

Met Buddy Rich
- 1966: Swingin' New Big Band (Pacific Jazz)
- 1975: Big Band Machine (Groove Merchant)
- 1987: Ease On Down the Road (Denon)
- 1991: Two Big Bands Play Selections from West Side Story & Other Delights (LRC)

Met anderen
- 1971: Eddie Palmieri, Vamonos Pa'l Monte (Tico)
- 1979: Sam Jones, Something New (Interplay)
- 1980: Sadao Watanabe & Terumasa Hino, Sadao Watanabe vs Terumasa Hino (Canyon)
- 1994: Mario Bauza, 944 Columbus (Messido)

- Gemeinsame Normdatei: 134842529
- International Standard Name Identifier: 0000 0000 6330 5128
- Library of Congress Control Number: n78044739
- MusicBrainz: f54c51da-667b-455c-a06b-602b968d9794
- Nederlandse Thesaurus van Auteursnamen: 074947362
- Virtual International Authority File: 210149106294368492510